# Fátima (Guaimbê)
Fátima é um distrito do município brasileiro de Guaimbê, no interior do estado de São Paulo.

## História

### Formação administrativa
- Distrito criado pela Lei n° 5.285 de 18/02/1959, com sede no povoado de igual nome e com território desmembrado do distrito da sede do município de Guaimbê[3][4].

## Geografia

### Demografia

#### População urbana
| Crescimento população urbana | Crescimento população urbana | Crescimento população urbana | Crescimento população urbana |
| Censo                        | Pop.                         |                              | %±                           |
| ---------------------------- | ---------------------------- | ---------------------------- | ---------------------------- |
| 1960                         | 101                          |                              | —                            |
| 1970                         | 59                           |                              | −41,6%                       |
| 1980                         | 0                            |                              | −100,0%                      |
| 1991                         | 0                            |                              | —                            |
| 2000                         | 0                            |                              | —                            |
| 2010                         | 0                            |                              | —                            |
| Fonte: IBGE e Fundação SEADE |                              |                              |                              |

#### População total
Pelo Censo 2010 (IBGE) a população total do distrito era de 124 habitantes.

### Área territorial
A área territorial do distrito é de 65,780 km².

### Rodovias
O principal acesso ao distrito é a estrada vicinal Lins-Guaimbê.

## Serviços públicos

### Registro civil
Atualmente é feito na sede do município, pois o Cartório de Registro Civil das Pessoas Naturais do distrito foi extinto pela Resolução nº 1 de 29/12/1971 do Tribunal de Justiça do Estado de São Paulo e seu acervo foi recolhido ao cartório do distrito sede.